# Campiglossa grandinata
Campiglossa grandinata este o specie de muște din genul Campiglossa, familia Tephritidae. A fost descrisă pentru prima dată de Camillo Rondani în anul 1870. Conform Catalogue of Life specia Campiglossa grandinata nu are subspecii cunoscute.